# Volcà Nabro

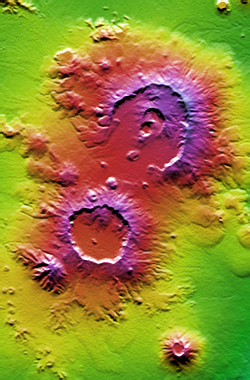
Volcà Nabro en fals color

El volcà Nabro és un estratovolcà d'una altitud de 2.218 m situat a Eritrea dins la Depressió Danakil. Abans de la seva erupció de l'any 2011 es considerava que era un volcà extint.

## Geologia
Part del Triangle d'Afar, el volcà Nabro és un dels molts sistemes de caldera de la regió de la Vall del Rift. Consta de dues calderes bessones que contenen ignimbrita, encara que la data de la seva formació és desconeguda.

## Erupció de 2011

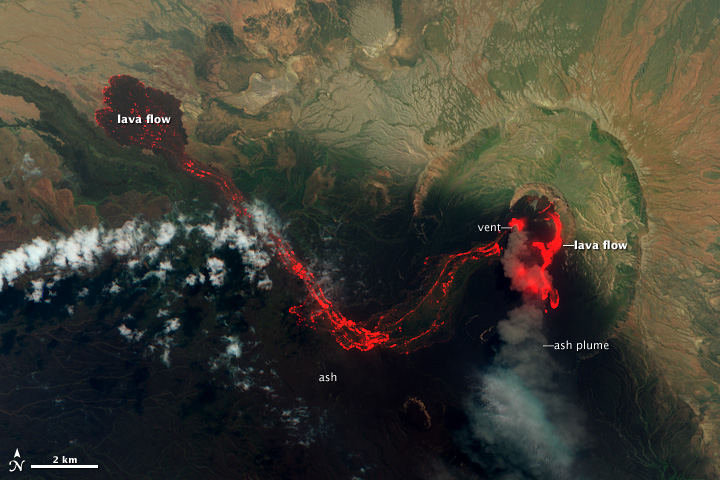
Flux de lava del volcà Nabro, 29 de juny de 2011

Malgrat no tenir erupcions registrades històricament, el volcà Nabro va erupcionar abruptament a la mitjanit del dia 13 de juny de 2011, després d'unes sèries de terratrèmols demanitud 5,7 prop de la frontera amb Etiòpia. La columna de fum es va poder veure per satèl·lit
El 13 de juny d'aquell any, la secretària d'Estat Hillary Clinton va haver d'escurçar un seu viatge a Etiòpia a causa del núvol de cendra del volcà que va entrar a l'atmosfera sobre Egipte, Iemen, Israel, l'Iraq, Jordània, Sudan, Somàlia, Djibouti i Aràbia Saudita.
El núvol de cendra va interrompre el tràfic aeri dels Emirats Àrabs i els vols de les Saudi Arabian Airlines. Al Luxor International Airport de Luxor, es va establir l'estadi d'emergència en els vols.